# Misato (Shimane)
Misato (美郷町 Misato-chō?) es un pueblo localizado en la prefectura de Shimane, Japón. En junio de 2019 tenía una población estimada de 4.435 habitantes y una densidad de población de 15,7 personas por km². Su área total es de 282,92 km².

## Geografía

### Localidades circundantes
- Prefectura de Shimane
  - Ōda
  - Iinan
  - Kawamoto
  - Ōnan
- Prefectura de Hiroshima
  - Miyoshi

## Demografía
Según los datos del censo japonés, esta es la población de Misato en los últimos años.
| Año del censo | Población |
| ------------- | --------- |
| 1995          | 7.211     |
| 2000          | 6.624     |
| 2005          | 5.911     |
| 2010          | 5.351     |
| 2015          | 4.900     |